# Easy (canção de Sugababes)
"Easy" é uma canção do girl group britânico Sugababes, lançado como único single do álbum de grandes sucessos Overloaded: The Singles Collection (2006). O desenvolvimento de "Easy" começou quando a banda de rock americana Orson, descobriu que as Sugababes estavam trabalhando no álbum, no qual eles propuseram ideias para novas faixas. Posteriormente, escreveram a música com o grupo e a produziram. Com base em sintetizadores de graves, é uma música pop uptempo e electro que possui conteúdo lírico metafórico contendo eufemismos sexuais.
Críticos elogiaram a letra e o sintetizador de baixo de "Easy", embora alguns considerassem a música como impossível em comparação com os singles anteriores do grupo. A música alcançou o número cinco no Slovakian Singles Chart e o número oito no UK Singles Chart. Chegou ao top vinte nas paradas da Dinamarca, Finlândia, Irlanda e Noruega. O videoclipe da música foi dirigido por Tim Royes e filmado em um banheiro público em um clube em Romford. Mostra as Sugababes vestidas com roupas de látex, onde aparecem em cabines de banheiros separadas. O grupo cantou "Easy" para promover o lançamento de Overloaded: The Singles Collection.

## Desenvolvimento e conceito
As Sugababes confirmaram em junho de 2006, que um álbum de grandes sucessos seria lançado durante o Natal naquele ano. O álbum, intitulado Overloaded: The Singles Collection, foi confirmado para conter duas novas faixas chamadas "Easy" e "Good to Be Gone". "Easy" foi escrito por Jason Pebworth e George Astasio, ambos integrantes da banda de rock americana Orson, em colaboração com as Sugababes—Keisha Buchanan, Heidi Range e Amelle Berrabah—. Foi produzido por Brio Taliaferro, Pebworth e Astasio. Orson, que compartilhou o mesmo empresário com as Sugababes, descobriu que o grupo havia começado a escrever material para o seu novo álbum. Eles visitaram o estúdio com as Sugababes e ofereceram ideias para novas faixas, que o grupo aprovou. Buchanan falou sobre o envolvimento das Sugababes com a música dizendo que elas "foram ao estúdio separadamente" e "mudaram as coisas". "Easy" foi mixado por Jeremy Wheatley do 365 Artists no Twenty-One Studios em Londres, com a ajuda de Richard Edgeler.

## Lançamento
"Easy" foi lançado em 6 de novembro de 2006, uma semana antes do lançamento do Overloaded: The Singles Collection. Range afirmou que as Sugababes apreciaram a música assim que ouviram, e estavam convencidas de que seria o principal single da coleção de grandes sucessos. O download digital foi lançado na iTunes Store em 6 de novembro de 2006. O CD single foi lançado no mesmo dia, embora tenha um lado B intitulado "Shake It". Outra versão do CD de "Easy" contém um remix da música de Seamus Haji & Paul Emanuel, uma versão dubstremental deste remix e uma apresentação ao vivo de "Hole in the Head" no V Festival em 2003. Um remix da música do Ultrabeat foi lançado no iTunes em 4 de dezembro de 2006.

## Composição e tema
"Easy" é uma música pop e eletrônica que dura três minutos e 36 segundos. Um jornalista da MTV UK, a descreveu como "uma fatia de eletro com um refrão de ravey e letras impertinentes".. Foi composto na nota de Fá maior usando o tempo comum em 118 batimentos por minuto. "Easy" caracteriza o uso intenso de sintetizadores - mais notavelmente um sintetizador de graves, bem como um "riff electro". De acordo com Fraser McAlphine da BBC, o refrão é uma reminiscência de músicas interpretadas pelo grupo feminino britânico, Girls Aloud. Ian Mathers, da Stylus Magazine, descreveu a primeira metade do refrão como uma "euforia de dance dos anos 80 de Hellogoodbye/Van She". O conteúdo lírico da música é metafórico e apresenta eufemismos sexuais.
Buchanan descreveu a música durante uma entrevista que foi publicada no site oficial do grupo, dizendo: "Easy é uma música muito impertinente e atrevidas - é a música mais sexy que já fizemos. Ocorreu quando Orson teve uma ideia de uma música . Eles nos mostrou - era apenas um verso e uma ponte e mudamos completamente o formato da música para torná-la nossa e o resultado é esse número incrivelmente provocador e sexy que amamos". Ela argumentou mais em uma entrevista separada: "Quando começamos a trabalhar com os caras do Orson, o som acabou por nos deixar afundadas - é um som completamente novo, mas ao mesmo tempo tem as mesmas qualidades das maiores músicas da nossa carreira, então é perfeito para o álbum!".

## Recepção crítica
"Easy" recebeu críticas mistas dos críticos. Betty Clarke, do The Guardian, descreveu a música como "sintoma-pesado". John Dingwall do Daily Record, deu uma revisão de cinco estrelas para a música, descrevendo-a como uma excelente "criação pop" que bate muitos dos artistas americanos em seu próprio jogo". Stuart McCaighy, do This Is Fake DIY, escreveu que a faixa "emociona com seu baixo-eletro" e que as Sugababes "se mostram sedutoras com os eufemismos líricos mais transparentes e óbvios ouvidos há muito tempo". Um jornalista da Contactmusic.com, considerou-o como "inteligente, sexy e dançável, repleto de ganchos e inegavelmente divertido". Eles descreveram os versos como "baixos" e o refrão como uma "explosão dupla de pop puro". No entanto, Cameron Adamns do Herald Sun, criticou "Easy" por ter "nenhum dos encantos ou atrevimentos" das outras músicas do Overloaded. Tim Finney do Pitchfork Media, teve uma resposta semelhante à música, escrevendo que tenta "tenta mudar a imagem que é comumente dada a elas através de um híbrido de pop-rock límpido e em grande escala". Adam Webb do Yahoo!music, considerava a música como "esquecível".

## Desempenho no gráfico
"Easy" entrou no Irish Singles Chart em 2 de novembro de 2006, no número 34. Na semana seguinte, saltou para sua posição máxima de número 18. A música estreou no número 30 do UK Singles Chart, em 5 de novembro de 2006 e atingiu o número oito na semana seguinte, tornando-se o décimo segundo hit das Sugababes no primeiro lugar do país. "Easy" já vendeu 60 mil cópias no Reino Unido. A música atingiu o top vinte no gráfico Danish Singles Chart e Finnish Singles Chart e os trinta primeiros nas paradas austríaca, alemã e suíça. Alcançou o número 18 no gráfico da VG-lista da Noruega durante duas semanas, e se tornou o décimo primeiro hit do grupo no país. A música atingiu o número 45 no gráfico Mega Single Top 100 dos Países Baixos, número 53, na Czech Singles Chart e no número 56 na Swedish Singles Chart. "Easy" executou com mais sucesso no Slovakian Singles Chart, onde atingiu o número cinco por duas semanas não consecutivas e passou seis semanas nos dez primeiros do gráfico.

## Videoclipe
O videoclipe de acompanhamento para "Easy" foi dirigido por Tim Royes, que dirigiu o vídeo para o single anterior do grupo "Red Dress". Foi lançado na iTunes Store em 9 de outubro de 2006 e foi apresentado no DVD da compilação do grupo, Overloaded: The Videos Collection, que acompanhou as versões de áudio do álbum de grandes sucessos. Berrabah, Buchanan e Range e vestiram roupas de látex preto para o vídeo, enquanto a Range também tingiu o cabelo vermelho. O clipe de "Easy" foi filmado em um banheiro público em um clube em Romford.
O vídeo começa com uma cena de esmaltes vermelhos pingando de uma garrafa. Em seguida, ele corta para Buchanan, que está mentindo e batendo no pé contra o chão. Ela começa a começar a sentir seu corpo. Na próxima cena, Range é vista de pé diante de um espelho com um pirulito vermelho, onde mais tarde começa a dançar contra a pia. Em seguida, todas as Sugababes são apresentadas em cabines de banheiro separadas, onde elas têm as mãos contra as paredes. O vídeo corta para Berrabah caminhando em direção a um secador de mãos, que ela gira em direção ao rosto, fazendo com que seu cabelo seja soprado. Seguindo isso, Range fica em um sofá e usa o esmalte para colorir as unhas. O grupo é novamente visto nos cubículos, onde elas repetidamente abrem e fecham as portas. Mais tarde, Buchanan, Range e Berrabah são apresentadas em frente a cortinas vermelhas com roupas tradicionais de prata e ouro, respectivamente. A cena final mostra o grupo na frente dos cubículos onde elas começaram a dançar de forma robótica.

## Performances ao vivo
As Sugababes cantaram "Easy" em outubro de 2006 no 100 Club no Oxford Street, em Londres, onde promovem o lançamento de Overloaded: The Singles Collection. No mês seguinte, elas apresentaram "Easy" no G-A-Y no London Astoria. O single foi incluído na set list para a Overloaded: The Singles Tour de 2007, feita para promover o álbum de grandes sucessos.

## Faixas e formatos
| - CD single 1. "Easy" – 3:38 2. "Shake It" – 5:10 - CD single 1. "Easy" – 3:39 2. "Easy" (Seamus Haji & Paul Emanuel Remix) – 5:29 3. "Easy" (Seamus Haji & Paul Emanuel Instrumental) – 5:29 4. "Hole in the Head" – 4:55 | - Digital download 1. "Easy" – 3:38 - Digital download 1. "Easy" (Ultrabeat Remix) – 5:50 - Digital download 1. "Easy" (Brio Alternative Version) – 3:38 |